# قيادة قوات حرس حدود العراق

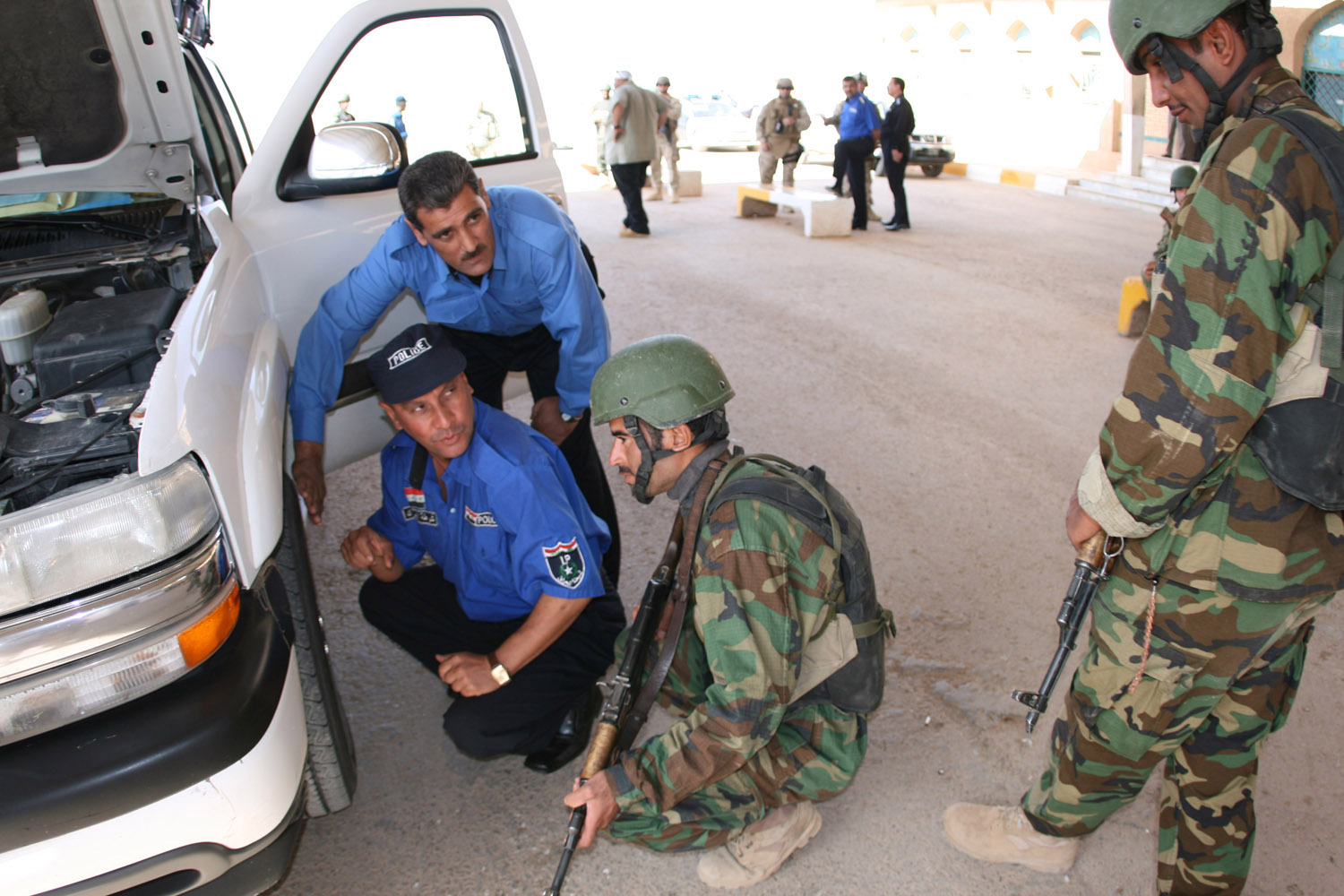
رجال من المغاوير وقوات الحدود العراقيين أثناء تدريب في منفذ طريبيل الحدودي في 7 إكتوبر 2006

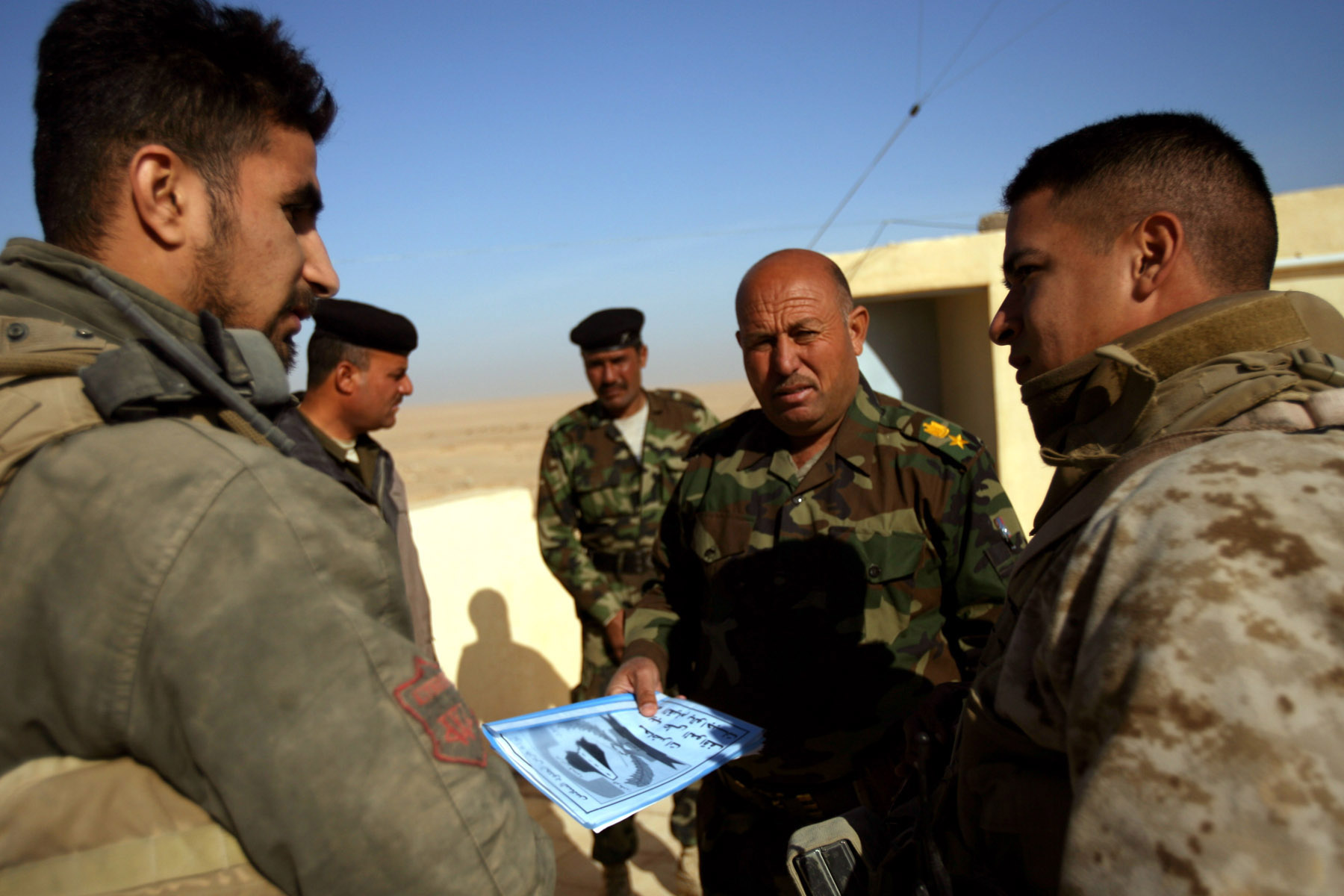
أفراد من حرس الحدود العراقي في الجهة الخلفية من الصورة

قِيَادة قوَاتِ الحُدودِ العَراقيّة هي إحدى اقسام وزارة الداخلية في العراق، وتسيطر على إدارة الحدود العراقية بالإضافة إلى إدارة منافذ الموانئ العراقية. وتقوم القوة بحراسة أكثر من 14 منفذ حدودي على الأرض. في شهر نوفمبر 2022 بلغ تعداد قيادة قوات الحدود 48000 فرد وهناك 6 مناطق و 20 لواء.
وقوات حرس الحدود تضم: كل من قوات الحدود وخفر السواحل وحرس الحدود وشرطة الجمارك

## وصلات خارجية
الموقع الرسمي